# Дайер, Джонни
Джонни Дайер (англ. Johnny Dyer; 7 декабря 1938, Роллинг-Форк, Миссисипи, США — 11 ноября 2014, Сан-Димас, Калифорния, США) — американский блюзовый харпер, вокалист и автор песен. номинант Blues Music Awards в номинации «Песня года» (2004) .

## Биография
Джонни Дайер родился и вырос в Роллинг-Форк, штат Миссисипи. Начал учиться играть на губной гармошке с семи лет, услышав по радио выступление Литтл Уолтера, и к подростковому возрасту он уже играл на гармонике, а в 16 лет сформировал собственную группу . В начале 1950 начал играть на губной гармонике с усилителем, после того как впервые выступил вместе со Смоуки Уилсоном. 
В январе 1958 года Дайер переехал в Лос-Анджелес, штат Калифорния, где познакомился с Джорджем «Гармоникой» Смитом. Они вместе выступали на концертах, представляясь как отец и сын. Затем Дайер основал свой собственный коллектив Johnny Dyer and the Blue Notes, выступал в клубах и на различных площадках Западного побережья, поддерживал выступления приезжавших музыкантов, в частности Джимми Рида, Джей Би Хатто и Джимми Роджерса. 
В 1960-х годах блюзовая клубная сцена в Лос-Анджелесе начала приходить в упадок, и Дайер начал искать заработок вне музыкального бизнеса. По его словам: «Motown просто пришёл и всё разрушил. Блюз был хорош, пока не пришёл Motown» . Вернулся Дайер в музыкальный бизнес лишь к 1980-м. В 1979 году выпустил сингл Over Dose Of Love, а затем сформировал группу Johnny Dyer And The L.A. Jukes, и в 1983 году выпустил свой одноимённый дебютный альбом. Также он начал выступать с другими исполнителями на губной гармошке, такими как Шейки Джейк, Хармоника Фэтс и Род Пьяцца. В 1990-е Дайер сотрудничал с Риком Холмстромом, выпустив на Black Top Records два совместных альбома в 1994 и 1995 годах. В 1996 году записался в альбоме Билла Стюва. В 1998 году начал сотрудничать с гитаристом Барри Левенсоном, и это сотрудничество в 2004 году принесло Дайеру номинацию на  Blues Music Award в категории «Песня года», за песню «Hard Times Won» вошедшую в одноимённый альбом 2003 года. 
В 2000 году записался в альбоме Ар Эл Бёрнсайда, выступал на фестивале блюза в Лонг-Бич, где пел вместе с Джеймсом Коттоном, в 2001 году был гостем в альбоме Кида Рамоса В последующие годы он был приглашенным исполнителем на ежегодных турах Марка Хаммела «Blues Harmonica Blowout». С 2005 года он выступал с группой The Mannish Boys и участвовал в записи нескольких их альбомов,  а также записывался в альбомах группы Rod Piazza And The All Mighty Flyers. 
Его последний сольный альбом Rolling Fork Revisited (2004), был записан с Марком Хаммелом и гостями Расти Зинном, Полом Ошером . В альбом вошли переработанные песни Мадди Уотерса, ещё одного уроженца Роллинг-Форк (он там воспитывался бабушкой). Про альбом написали: «Рискованная работа. Хаммел справился хорошо. Вместе с Полом Ошером и Фрэнсисом Клэем, два бывших участника группы Мадди являются частью игры. Зинн делает очень хорошую работу. Но больше всего меня удивляет вокал Дайера. Есть определенные моменты, где он звучит точь-в-точь как король чикагского блюза. Если вы не боитесь ремейков, вы получите прекрасную запись» 
Дайер умер у себя дома в Сан-Димасе, Калифорния, 11 ноября 2014 года в возрасте 75 лет. 

## Дискография
| Название                     | Лейбл                    | Год  |
| ---------------------------- | ------------------------ | ---- |
| Johnny Dyer and the LA Dukes | Murray Brothers          | 1983 |
| Listen Up                    | Black Top Records        | 1994 |
| Shake It!                    | Black Top Records        | 1995 |
| Jukin'                       | Blind Pig Records        | 1996 |
| Rolling Fork Revisited       | Mountain Top Productions | 2004 |